# Vlachovice (district de Žďár nad Sázavou)
Pour les articles homonymes, voir Vlachovice.
Vlachovice (en allemand : Wlachowitz) est une commune du district de Žďár nad Sázavou, dans la région de Vysočina, en République tchèque. Sa population s'élevait à 140 habitants en 2020.

## Géographie
Vlachovice se trouve à 5 km au nord-ouest de Nové Město na Moravě, à 8 km au nord-est de Žďár nad Sázavou, à 39,5 km au nord-est de Jihlava à 128 km au sud-est de Prague.
La commune est limitée par Tři Studně et Fryšava pod Žákovou horou au nord, par Nové Město na Moravě à l'est, au sud et au sud-ouest, et par Lhotka et Sklené à l'ouest.

## Histoire
La première mention écrite de la localité date de 1496.

## Transports
Par la route, Vlachovice se trouve à 5,7 km de Nové Město na Moravě, à 13 km de Žďár nad Sázavou, à 50 km de Jihlava et à 169 km de Prague.